# Aleksander Gabszewicz
Aleksander Gabszewicz (né le 6 décembre 1911 à Šiauliai (aujourd’hui en Lituanie) - mort le 10 octobre 1983 à Hanley Swan, Worcestershire, Royaume-Uni) est un pilote de chasse polonais, as des forces armées polonaises de la Seconde Guerre mondiale.

## Biographie
Dans les années 1931-1934 il suit ses études à l'École des aspirants de l'Armée de Terre (Szkoła Podchorążych Piechoty). Il est nommé sous-lieutenant le 15 août 1934. Entre 1934 et 1935 il suit la formation de pilote, puis il est affecté au 1er régiment aérien à Varsovie. Le 1er septembre 1939 Gabszewicz remporte sa première victoire, partagée avec le caporal Niewiara, en abattant un He 111. Plus tard dans la journée il est lui-même descendu au nord de Varsovie, blessé et brûlé, il est évacué en Roumanie.
Ensuite il arrive en France,où il combat au sein d'un groupe de chasse français. Après la capitulation de la France, il gagne l'Angleterre. Il sert tout d'abord au 607 RAF Squadron, puis il est affecté à la 316e escadrille de chasse polonaise. Entre le 15 octobre 1941 et le 4 juin 1942 il est le commandant de la 316e escadrille. En janvier 1943 il devient le commandant du 1st Polish Fighter Wing.
Aleksander Gabszewicz a effectué 384 vols opérationnels  et totalise 9 victoires homologuées.

## Décorations

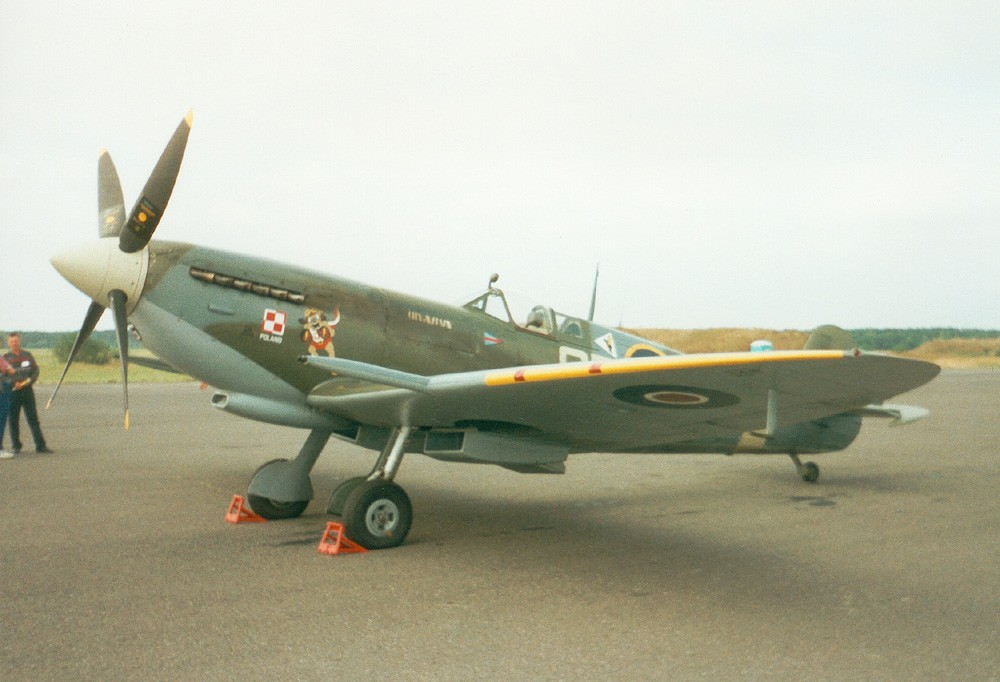
Un Spitfire de la de chasse piloté par Aleksander Gabszewicz

- Ordre militaire de Virtuti Militari[3]
- La croix de la Valeur Krzyż Walecznych - 4 fois
- Distinguished Flying Cross - britannique
- Croix de guerre 1939-1945
- Ordre du Service distingué
- Commandeur avec étoile de l'ordre Polonia Restituta
- Ordre d'Orange-Nassau

## Promotions militaires
- sous-lieutenant (15 août 1934)
- lieutenant (19 août 1938)
- capitaine (1er septembre 1941)
- commandant (1er septembre 1942)
- lieutenant-colonel (1er septembre 1944)
- colonel (1er octobre 1966)
- général de brigade (1er janvier 1974)